# Deschampsia berteroana
Deschampsia berteroana är en gräsart som först beskrevs av Carl Sigismund Kunth, och fick sitt nu gällande namn av Friedrich Carl Meigen. Deschampsia berteroana ingår i släktet tåtlar, och familjen gräs. Inga underarter finns listade i Catalogue of Life.